# Ілино Брдо
Ілино Брдо (чорн. Ilino Brdo/Илино Брдо) — село (поселення) в Чорногорії, підпорядковане общині Будва. Населення — 0 мешканців і вважається покинутим поселенням краю.

## Населення
Динаміка чисельності населення (станом на 2003 рік):
- 1948 → 28
- 1953 → 32
- 1961 → 29
- 1971 → 12
- 1981 → 1
- 1991 → 0
- 2003 → 0